# Hakim Bey
Hakim Bey, właśc. Peter Lamborn Wilson (ur. 1945 w Nowym Jorku, zm. 22 maja 2022 w Saugerties) – amerykański pisarz, historyk kultury, krytyk społeczny, tłumacz i poeta o poglądach anarchistycznych. Twórca teorii Tymczasowej Strefy Autonomicznej. Niekiedy zaliczany do reprezentantów nurtu postanarchizmu.

## Życie i idee
Uznawany za neo-sytuacjonistę. Często nawiązywał w swoich pismach do tego ruchu, rewidując jednak jego założenia. Zsyntetyzował założenia ruchu z ideami, które legły u podstaw utopii pirackich takich jak Port Royal czy Tortuga. 
Inspiracji szukał również w świecie islamu. Sporą część swojego życia Wilson spędził w krajach Bliskiego Wschodu, a także Afganistanie, Pakistanie, Indiach i Nepalu. Zgłębiał tam m.in. ezoteryczne tradycje tantry i sufizmu. Jego przydomek jest swego rodzaju prowokacją, podobnie jak znaczna część jego poglądów na temat świata islamu i jego roli na Zachodzie. 
Bey był członkiem Mauretańskiego Kościoła Ortodoksyjnego, synkretycznej grupy religijnej ze Stanów Zjednoczonych, będącej odłamem Mauretańskiej Świątyni Nauki. 
Oprócz tego, Hakim Bey ma za sobą udział w projektach muzycznych Billa Laswella („T.A.Z.”, „Hashisheen”). Był również wykładowcą na Uniwersytecie Harvarda.

## Tymczasowa Strefa Autonomiczna
W swoim najgłośniejszym tekście Bey przeciwstawia rewolucję - insurekcji (powstaniu). Celem rewolucji jest trwała, nieodwracalna zmiana, i jako taka, zdaniem Beya, ponosiła ona zawsze porażkę. Aby tej porażki uniknąć, należy przestać myśleć o rewolucji jako narzędziu osiągnięcia trwałego sukcesu; należy zastąpić ją insurekcją, której istotą jest pogodzenie się z własną tymczasowością, nieuchronnością nieodległej porażki. Insurekcja ma służyć do wywalczania tu i teraz określonych stref wolności (Tymczasowych Stref Autonomicznych), bez myślenia o zachowywaniu ich na stałe, ale które nawet po swojej porażce pozostawiać będą po sobie pewne trwałe ślady. Wśród historycznych prototypów TSA Bey wymieniał tzw. „pirackie utopie” i Republikę Fiume pod rządami Gabriele D’Annunzio. 

## Książki w języku polskim
- Hakim Bey: Poetycki terroryzm. Stowarzyszenie Tripanacja, 2003. Brak numerów stron w książce
- Hakim Bey: Millenium. Inny Świat, 2005. Brak numerów stron w książce
- Hakim Bey: Obelisk i inne eseje. Stowarzyszenie Viral & Miligram, 2009, s. 178.
- Hakim Bey: Tymczasowa Strefa Autonomiczna. Krakow: korporacja ha!art, 2009, s. 160. ISBN 978-83-61407-42-3.